# Habrorhynchites pelsuei
Habrorhynchites pelsuei is een keversoort uit de familie Rhynchitidae. De wetenschappelijke naam van de soort is voor het eerst geldig gepubliceerd in 2001 door Legalov.